# Лејк фест
Лејк фест (енгл. Lake Fest) музички је фестивал који се сваког лета одржава на обалама Крупачког језера, око пет километара западно од Никшића. Уобичајено је да фестивал траје три дана, а први пут је приређен у јулу 2011. године. Као термин одржавања фестивала временом се усталила прва половина августа.

## О фестивалу
Лејк фест се у медијима често назива највећим рок фестивалом у Црној Гори. Окосницу његовог програма чине различите подврсте рок музике, а у нешто мањем обиму су заступљени и други музички жанрови. Од 2022. године уведени су и наступи диск-џокеја.
Фестивал махом окупља извођаче из држава некадашње СФРЈ. Међутим, на обалама Крупачког језера наступила су и нека позната имена из других земаља (Марки Рамон, Guano Apes, Ману Чао, Dog Eat Dog...).
На првих десет издања фестивала укупно је забележено више од 220.000 посетилаца. Боравак у фестивалском кампу је бесплатан.

## Досадашња издања фестивала

### 2011—2019.
| Година    | Датуми     | Извођачи | Цена карата (комплет) | Изв.        |  |
| --------- | ---------- | --- | --------------------- | ----------- |  |
| 2011. (1) | 22. јул    | · Зостер · ДСТ · Лету штуке · Дамир Урбан                                                                          | 15€                   | [ 3 ]       |  |
| 2011. (1) | 23. јул    | · · Гомила несклада · Манисент и менталност · · Аутогени тренинг · Забрањено пушење ·                              | 15€                   | [ 3 ]       |  |
| 2011. (1) | 24. јул    | · Болесна штенад · Елементал · Канда, Коџа и Небојша · Партибрејкерс · Дубиоза колектив                            | 15€                   | [ 3 ]       |  |
|           |            | |                       |             |  |
| 2012. (2) | 20. јул    | · ЗАА · Човек без слуха · Едо Маајка · ДСТ · Атомско склониште · Дамир Урбан · Београдски синдикат                 | 25€                   | [ 4 ]       |  |
| 2012. (2) | 21. јул    | · Земља грува! · Дарко Рундек · Електрични оргазам · Ритам нереда ·                                                | 25€                   | [ 4 ]       |  |
| 2012. (2) | 22. јул    | Брзи бенд Цетиња · Зоон политикон · · Јарболи · Аутогени тренинг · Бјесови · Психомодо поп ·                       | 25€                   | [ 4 ]       |  |
|           |            | |                       |             |  |
| 2013. (3) | 19. јул    | · Хипоталамус · ХБШ · · Микрокозма · · Неозбиљни песимисти · Деца лоших музичара · Гоблини · Хладно пиво · Горибор | 25€                   | [ 5 ]       |  |
| 2013. (3) | 20. јул    | ЛУР · Спанк · Погонбгд · · Пиштољ на гумене метке · Скроз · · Обојени програм · · Поздрав Азри · Лет 3             | 25€                   | [ 5 ]       |  |
| 2013. (3) | 21. јул    | Ућути пас · Сиви · Хаџи продане душе · Исказ и Марчело · Плејбој · Бајага и инструктори ·                          | 25€                   | [ 5 ]       |  |
|           |            | |                       |             |  |
| 2014. (4) | 25. јул    | Убрзо потом · Лутке · Попечитељи · Бркови                                                                          | 25€                   | [ 6 ]       |  |
| 2014. (4) | 26. јул    | Страх од Џеки Чена · Гомила несклада · Зостер · С.А.Р.С. · ДСТ · · Феуд                                            | 25€                   | [ 6 ]       |  |
| 2014. (4) | 27. јул    | ППГ · Киза блуз бенд · Велики презир · · Даворин и Боговићи · Дјечаци ·                                            | 25€                   | [ 6 ]       |  |
|           |            | |                       |             |  |
| 2015. (5) | 11. август | · Погрешна одлука · · Мангров · Сасја · Стерео банана ·                                                            | —                     | [ 7 ] [ 8 ] |  |
| 2015. (5) | 12. август | Антивирус препелица · Уземљење · · Сивило · Јосип А Лисац · Деца апокалипсе                                        | —                     | [ 7 ] [ 8 ] |  |
| 2015. (5) | 13. август | · Страх од Џеки Чена · Визија · · Игра духова · Туххтш и Еспикуер · Самостални референти                           | —                     | [ 7 ] [ 8 ] |  |
| 2015. (5) | 14. август | · ЗАА · Мортал комбат · Исказ · Бјесови · Прти Бее Гее                                                             | 25€                   | [ 7 ] [ 8 ] |  |
| 2015. (5) | 15. август | Ничим изазван · Панкрти · ДСТ · Гоблини · Рибља чорба · Бабе · Захед Султан                                        | 25€                   | [ 7 ] [ 8 ] |  |
| 2015. (5) | 16. август | Коља и гробовласници · Елементал · Дејан Петровић биг бенд · · Коза мостра                                         | 25€                   | [ 7 ] [ 8 ] |  |
|           |            | |                       |             |  |
| 2016. (6) | 11. август | · · Мангров · Рамбо Амадеус · Бајага и инструктори · Сивило                                                        | —                     | [ 9 ]       |  |
| 2016. (6) | 12. август | · Зоон политикон · М.О.Р.Т. · Кербер · Горан Баре и Мајке · Кирил Џајковски · Никола Врањковић                     | 25€                   | [ 9 ]       |  |
| 2016. (6) | 13. август | · Лачни Франц · ДСТ · ЈУ група · Дејан Петровић биг бенд · Ритам нереда                                            | 25€                   | [ 9 ]       |  |
| 2016. (6) | 14. август | Аурора · Сара Ренар · · Гужва у 16-ерцу                                                                            | 25€                   | [ 9 ]       |  |
|           |            | |                       |             |  |
| 2017. (7) | 11. август | Микрокозма · Буч Кесиди · · Гомила несклада · Забрањено пушење · Хладно пиво ·                                     | 25€                   | [ 10 ]      |  |
| 2017. (7) | 12. август | · Галија · Натали Диздар · Гру · ОПГ · Парампашчад ·                                                               | 25€                   | [ 10 ]      |  |
| 2017. (7) | 13. август | · Порто Морто · · Мортал комбат · Неверне бебе · Кирил Џајковски · Самостални референти                            | 25€                   | [ 10 ]      |  |
|           |            | |                       |             |  |
| 2018. (8) | 9. август  | Рудолф · Барбара Муњас · · Перпер · Зостер · Ритам нереда · Исказ                                                  | 25€                   | [ 11 ]      |  |
| 2018. (8) | 10. август | Контрадикшн · КБО! · Атомско склониште · Гоблини ·                                                                 | 25€                   | [ 11 ]      |  |
| 2018. (8) | 11. август | Бубњиви · Хелем нејсе · Влатко Стефановски трио · ДСТ · Марчело ·                                                  | 25€                   | [ 11 ]      |  |
|           |            | |                       |             |  |
| 2019. (9) | 8. август  | Академија · Стерео банана · Жељко Бебек · Никола Врањковић                                                         | 25€                   | [ 12 ]      |  |
| 2019. (9) | 9. август  | · Ибрица Јусић · Бомбај штампа · Прти Бее Гее                                                                      | 25€                   | [ 12 ]      |  |
| 2019. (9) | 10. август | Аклеа Неон · Коља и гробовласници · Артан Лили · Кербер · Најда и Смак трибјут ·                                   | 25€                   | [ 12 ]      |  |

### 2020—данас
| Година     | Датуми | Извођачи | Цена карата (комп) | Изв.                        |  |
| ---------- | --- | --- | --- | --------------------------- |  |
| 2020.      | Десето издање Лејк феста требало је да буде одржано од 6. до 8. августа 2020. године. Међутим, фестивала ипак није било те године због пандемије ковида 19. | Десето издање Лејк феста требало је да буде одржано од 6. до 8. августа 2020. године. Међутим, фестивала ипак није било те године због пандемије ковида 19. | Десето издање Лејк феста требало је да буде одржано од 6. до 8. августа 2020. године. Међутим, фестивала ипак није било те године због пандемије ковида 19. | [ 13 ] [ 14 ]               |  |
|            | | | |                             |  |
| 2021. (10) | 5. август | Рудолф · Мортал комбат · Хладно пиво · Психомодо поп · Никола Врањковић                                                                                     | 25€ | [ 15 ]                      |  |
| 2021. (10) | 6. август | Парампашчад · Зостер · Гоблини · | 25€ | [ 15 ]                      |  |
| 2021. (10) | 7. август | Штрајк мозга · Дејан Петровић биг бенд · Бјесови · Ритам нереда · Исказ                                                                                     | 25€ | [ 15 ]                      |  |
|            | | | |                             |  |
| 2022. (11) | 4. август | Врпца · ДСТ · Пилоти · Марко Настић | 25€ | [ 1 ]                       |  |
| 2022. (11) | 5. август | Деца из воде · · · Леа Добричић | 25€ | [ 1 ]                       |  |
| 2022. (11) | 6. август | Краљевски апартман · Канда, Коџа и Небојша · Болеро · Војко В · Пол ван Дајк · Дејан Милићевић                                                              | 25€ | [ 1 ]                       |  |
|            | | | |                             |  |
| 2023. (12) | 4. август | Гладни научници · Трибјут Идоли · Бијело дугме · Бркови · Том Нови                                                                                          | 35€ | [ 16 ]                      |  |
| 2023. (12) | 5. август | · Партибрејкерс · ЈУ група · Кербер · Махмут Орхан | 35€ | [ 16 ]                      |  |
| 2023. (12) | 6. август | Електрични оргазам · Смак+ · Зостер · Војко В · Џејмс Забијела                                                                                              | 35€ | [ 16 ]                      |  |
|            | | | |                             |  |
| 2024. (13) | 9. август | На брзака · Јелене · · Субверзија · Жељко Бебек · Прљаво казалиште · · Мурат Унџуоглу                                                                       | 45€ | [ 17 ] [ 18 ] [ 19 ] [ 20 ] |  |
| 2024. (13) | 10. август | · Азиланти · Девет · Марчело · · Сплин · Ритам нереда · Феде ле Гранд                                                                                       | 45€ | [ 17 ] [ 18 ] [ 19 ] [ 20 ] |  |
| 2024. (13) | 11. август | Петрикор · Микрокозма · Логичка грешка · Џанум · Јурица Пађен и Аеродром · Црвена јабука · · Џекс Џоунс                                                     | 45€ | [ 17 ] [ 18 ] [ 19 ] [ 20 ] |  |
|            | | | |                             |  |
| 2025. (14) | 8. август | Колектив 0 · Набрзака · Дјечији хор Захумље · · М.О.Р.Т. · · Никола Врањковић                                                                               | 45€ | [ 21 ] [ 22 ] [ 23 ] [ 24 ] |  |
| 2025. (14) | 9. август | Парадигма · Роба без грешке · · Самостални референти · Др Неле Карајлић · Савршени маргиналци                                                               | 45€ | [ 21 ] [ 22 ] [ 23 ] [ 24 ] |  |
| 2025. (14) | 10. август | О’Конрадс · Марамиту Минтину · Џа или Бу · Бомбај штампа · Дубиоза колектив · Гоблини ·                                                                     | 45€ | [ 21 ] [ 22 ] [ 23 ] [ 24 ] |  |